# 맥라렌 MCL38
맥라렌 MCL38은 2024년 포뮬러 원 월드 챔피언십에 출전하기 위해 롭 마샬의 지휘 아래 맥라렌이 설계하고 제작한 포뮬러 원 자동차로, 월드 컨스트럭터 챔피언십에서 우승했다. 이 자동차는 랜도 노리스와 오스카 피아스트리가 각각 여섯 번째 시즌과 두 번째 시즌에 운전했다. 노리스와 피아스트리는 모두 MCL38로 첫 그랑프리 우승을 차지했다.
MCL38은 2024년 바레인 그랑프리에서 경쟁적으로 데뷔했으며, 이후 경쟁력 있는 차량임을 입증하고 이미 완성된 전작인 MCL60보다 크게 개선되었다. 초기 업그레이드 패키지는 느린 속도 코너에서 성능을 향상시켜 맥라렌 자동차의 오랜 약점을 해결했다. 이 자동차는 1998년 이후 맥라렌의 첫 번째 컨스트럭터 챔피언십에서 6번의 레이스 우승, 15번의 다른 포디움, 8번의 폴, 3번의 스프린트 폴, 2번의 스프린트 우승, 5번의 다른 스프린트 포디움, 7번의 가장 빠른 랩(트랙 기록)을 달성했다.
MCL38은 2021년 MCL35M 이후 처음으로 그랑프리를 수상한 맥라렌 자동차였으며, 2012년 MP4-27 이후로 단일 시즌에 여러 그랑프리를 수상한 최초의 맥라렌 자동차였다. 또한 2014년 MP4-29 이후 컨스트럭터 챔피언십을 이끈 최초의 맥라렌 자동차였으며, 1998년 MP4/13 이후 처음으로 우승하여 2024년 아부다비 그랑프리에서 우승했다. 해설자들은 특히 드라이버와 팀의 실수로 노리스가 세계 드라이버 챔피언십에 도전한 것에 대해 MCL38이 최적의 결과를 얻지 못했다고 대체로 동의했다. 그럼에도 불구하고 MCL38은 2024 시즌 가장 빠른 포뮬러 원 자동차 중 하나였으며, 맥라렌의 기대치를 초과했다. MCL38은 2009년 브라운 BGP 001 이후 고객 엔진을 사용한 최초의 포뮬러 원 자동차였다.

## 배경

### 개발 맥락
MCL38의 전신인 MCL60은 당시 기술 디렉터였던 제임스 키가 처음 설계했다. 2023 시즌 초반에 MCL60의 초기 사양이 매우 경쟁력이 없다는 것이 분명해졌고, 그 결과 키는 팀을 떠났다. 기존 직원인 피터 프로드로무와 닐 헐디가 디자인 부서를 이끌도록 승진했다. 산체스는 기술 구조조정의 일환으로 스쿠데리아 페라리에서 고용되었지만 2024년 초까지 정원 가꾸기 휴가를 받았다. 산체스는 계약 3개월 후인 2024년 4월에 그 자리를 떠났다.
키가 팀을 떠난 후, 새로운 기술 팀은 MCL60을 위한 여러 차례의 중간 시즌 업그레이드를 시행하여 팀의 성과에 큰 변화를 가져왔다. 저널리스트 로렌스 바레토는 MCL60의 급진적인 변화가 맥라렌이 MCL38에서 추구할 수 있는 충분한 개발 기회를 열어주었다고 관찰했다.

### 초기 개발

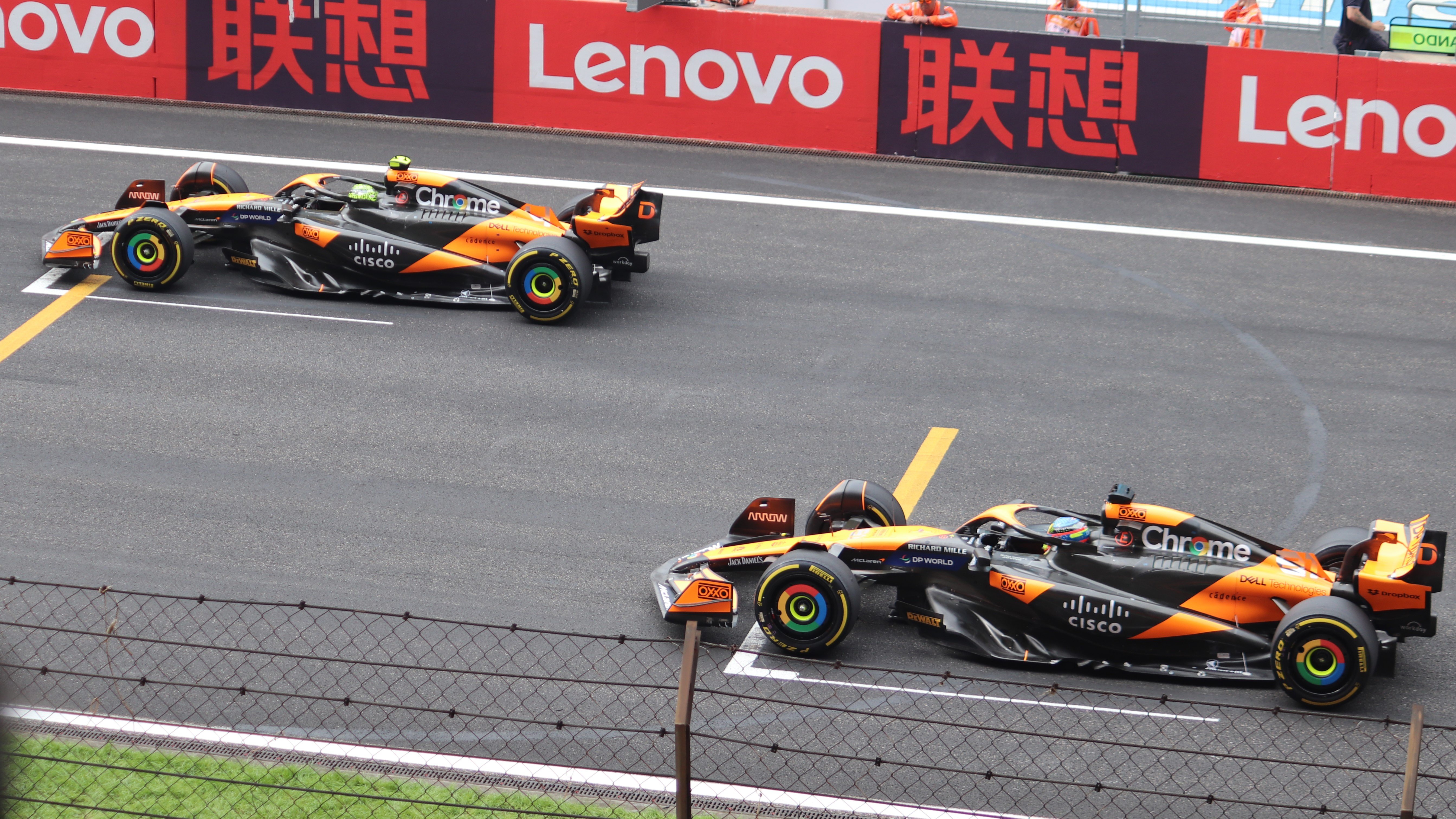
중국 그랑프리 전 그리드에 있는 노리스(왼쪽)와 피아스트리(오른쪽)

맥라렌은 이전에 도요타 가주 레이싱 유럽이 소유한 쾰른의 풍동을 사용했으며 이전에는 도요타 포뮬러 원 팀이 사용했다. 이 계약은 팀에게 큰 도전이 되었다. 테스트를 위해 부품을 영국 워킹의 맥라렌 기술 센터에서 독일로 운송해야 했기 때문이다. 팀은 COVID-19 팬데믹으로 인해 지연된 자체 풍동에 투자했다. 맥라렌은 2023년 7월에 MCL38 개발을 시작했다. 풍동은 8월에 가동할 준비가 되었고, 같은 달에 모델들이 터널에서 테스트를 시작했다. 맥라렌은 비용과 시간 절감뿐만 아니라 좋은 상관관계를 보고했다. 팀 대표 안드레아 스텔라는 2023년 9월에 초기 데이터가 고무적이라고 말했지만, 맥라렌이 다른 팀에 비해 얼마나 빠르게 개발되고 있는지 알 수 없다고 강조했다.
특히 우려되는 것은 주행성이었다. 오랜 운전자였던 노리스는 자신이 운전한 모든 맥라렌에서 주행성이 좋지 않다는 것을 발견했다. 스텔라는 시즌 중반에 MCL60에 제공된 업그레이드가 성능을 급격히 향상시켰지만, MCL38 개발 과정에서 조사해야 할 바람직하지 않은 핸들링 특성을 도입했을 수 있다고 추측했다. 이러한 주행성 개선 중 일부는 출시 사양에 설치되었지만 다른 일부는 시즌 후반에 제공되었다. 또한 스텔라는 개발 프로그램이 기계적 및 공기역학적 변화가 필요한 필드 리더인 레드불 레이싱에 비해 타이어 성능 저하를 개선하는 데 우선순위를 둘 것이라고 말했다.
맥라렌 레이싱의 CEO 잭 브라운은 팀이 2023 시즌을 마친 2024 시즌을 시작하고 싶다고 말하며 MCL38의 개발에 대해 낙관적이라고 말했다. 스텔라는 맥라렌의 초점이 구체적인 결과보다는 개발 목표를 달성하는 데 있다고 말했다. 스텔라는 맥라렌이 수익률 감소 지점에 도달하지 않았으며, 팀의 발전이 여전히 선형적이고 지속 가능하다고 말했다. 스텔라는 맥라렌이 2023 시즌을 지배한 레드불 레이싱을 따라잡기 위해 여전히 고군분투할 수 있다고 이론을 세우며, 이는 2023년 레드불의 업그레이드 부족이 상당한 개선 잔고를 쌓았다는 것을 의미한다고 제안했다.
스텔라에 따르면, 팀은 MCL38의 세 가지 주요 목표를 설정했다. 공기역학적 효율성, 기계적 그립, 타이어 성능 향상. 처음 대중에게 공개된 이 차량에는 여러 가지 영역이 숨겨져 있었다. 그러나 MCL38은 출시 당시 새로운 전면 브레이크 덕트 입구, 사이드팟 입구, 바닥 가장자리, 전면 및 후면 서스펜션 레이아웃이 수정되었다. 더 레이스에 기고한 게리 앤더슨은 출시 사양 차량에서 보이는 변화가 보다 제어된 서스펜션을 생성하여 MCL38의 공기역학적 프로필을 개선하기 위한 것이라고 결론지었다.

### 리버리

굿우드 페스티벌 오브 스피드에서 쇼카로 촬영된 모나코 그랑프리 스페셜 리버리

MCL38은 MCL36 및 MCL60에서 사용된 것과 유사한 리버리를 특징으로 하며, 파파야 오렌지와 노출된 탄소 섬유(맥라렌이 무연탄이라고 언급함)가 지배적이었다. MCL60에서 사용된 일회성 변형 리버리에서 영감을 받은 두 가지 변화가 있었다: "스텔스 모드" 리버리에서 사용된 노출된 탄소 섬유의 증가와 영국 그랑프리 리버리에서와 같은 크롬 요소의 사용. 리버리에는 파란색이 포함되지 않았으며, 이는 2018년 MCL33이 경쟁한 이후 모든 풀시즌 맥라렌 리버리의 두드러진 특징이었다.
맥라렌은 다시 후원사 Vuse와 협력하여 현지 아티스트의 작품을 담은 특별 리버리를 운영했다. 이 경우 MILTZ가 일본 그랑프리를 위해 디자인한 디자인이다. 모나코 그랑프리에는 브라질 국기 색상(노란색, 녹색, 파란색)의 두 번째 특별 리버리가 사용되었으며, 그는 팀과 함께 세 번의 세계 드라이버 챔피언십에서 우승했다. 팀의 "MP4 시대"에서 영감을 받아 OKX가 후원한 세 번째 특별 리버리가 싱가포르 그랑프리를 위해 소개되었다. 1981-86 시즌 맥라렌의 리버리를 떠올리게 하기 위해 무연탄 대신 흰색으로 대체되었다. 2023년 영국 그랑프리에서 마지막으로 사용되었던 구글 크롬 크롬 리버리가 2024년 미국 그랑프리로 돌아왔다.

## 경쟁 및 개발 역사

### 프리 시즌
스텔라는 맥라렌이 MCL38을 위해 계획했던 모든 새로운 개발이 출시 사양 차량에 맞춰 준비되지는 않았지만, 초기 시즌 업그레이드가 될 것이라고 말했다.
이 차는 2월 실버스톤 서킷에서 촬영 중 처음으로 정상 궤도에 올랐으며, 바레인 인터내셔널 서킷에서 열린 공식 프리시즌 테스트를 앞두고 두 드라이버가 운전했다. 스텔라는 프리시즌 테스트에서 MCL38이 예상대로 성능을 발휘했으며, MCL60에 비해 가장 큰 장점은 후방 그립이 증가한 것이라고 말했다.

### 오프닝 라운드
MCL38은 바레인 그랑프리를 위해 새로운 프론트 윙, 사이드팟 인렛, 플로어, 엔진 커버, 빔과 리어 윙을 선보였다. 노리스는 7위로 예선을 통과하여 6위를 차지했고, 피아스트리는 예선을 통과하여 8위를 기록했다. 두 드라이버 모두 실수 없이 랩을 설정했다면 상위 3위 안에 들 수 있었을 것이라고 제안했다. 그 결과 노리스와 피아스트리는 세계 드라이버 챔피언십(WDC)에서 각각 6위와 8위로 개막전 라운드를 떠났으며, 맥라렌은 세계 컨스트럭터 챔피언십(WCC)에서 4위로 분류되었다.
그 차는 사우디아라비아 그랑프리를 위해 개조된 후방 및 빔 윙을 장착했다. 피아스트리는 5위를 차지하고 4위를 차지했으며, 노리스는 6위를 차지하고 8위를 차지했다. 운전자들은 각각 WDC에서 5위로, 맥라렌은 WCC에서 3위로 올라섰다.
노리스는 호주 그랑프리에서 4위, 피아스트리는 6위를 차지했으며, 두 선수 모두 다른 드라이버에 대한 페널티로 인해 출발 그리드에서 한 자리를 차지하게 되었다. 노리스는 3위, 피아스트리는 4위를 차지하여 노리스를 WDC에서 6위로 끌어올렸다.

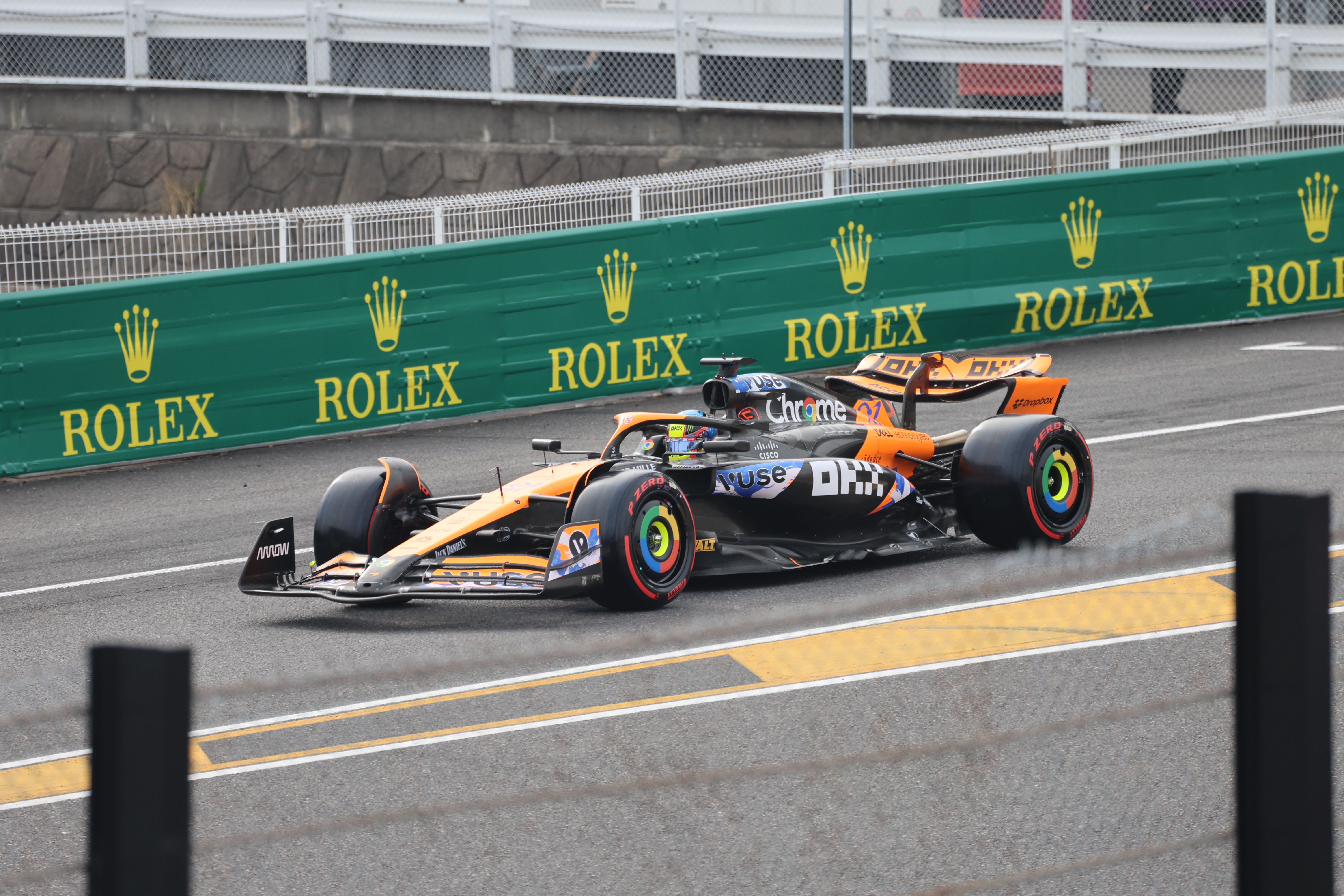
일본 그랑프리 연습 중 MILTZ가 장착된 MCL38을 운전하는 피아스트리

 MCL38은 일본 그랑프리를 위한 특별 리버리를 선보였다 (§ 리버리스 참조). 맥라렌은 차에 새로운 프론트 브레이크 덕트 입구를 장착했다. 노리스는 3위를 차지했지만 5위를 차지했다. 피아스트리는 6위를 차지했고, 레이스 후반에 실수로 인해 8위를 차지했다. WDC에서 노리스는 피아스트리를 제치고 5위를 차지했다.

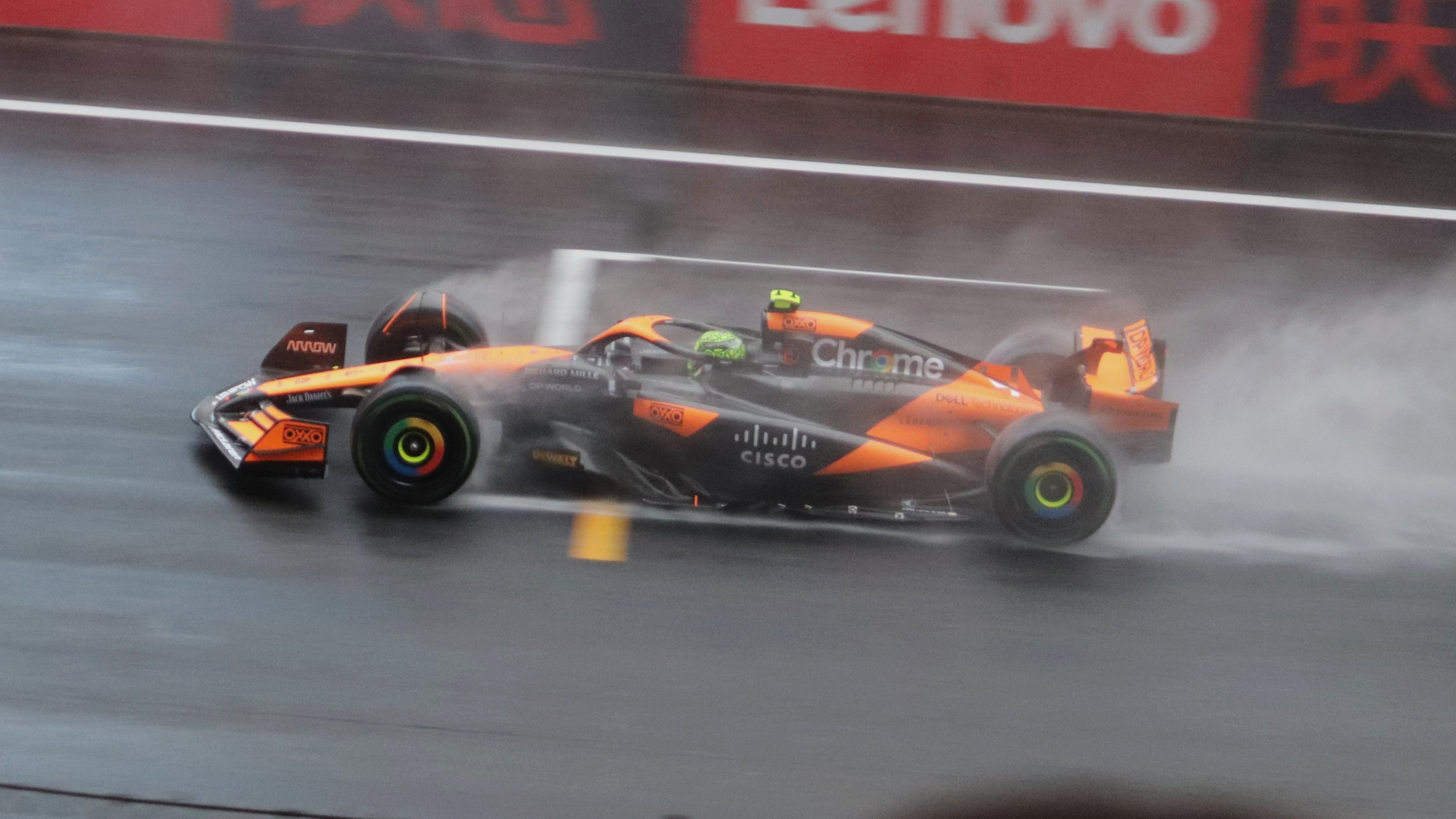
중국 그랑프리 스프린트 예선에서 폴을 차지한 노리스

 맥라렌은 상하이 인터내셔널 서킷에서 MCL38이 일반적으로 낮은 성능을 보인 저속 코너의 수를 고려할 때 중국 그랑프리에서 경쟁력이 없을 것이라고 예상했다(§ 평가 및 특성 참조). 습식 스프린트 예선 세션에서 노리스는 폴 포지션에서 예선을 통과했다. 스프린트에서 8위를 차지한 피아스트리는 예선 랩 도중 차량의 변속기 문제로 오작동하여 중립으로 전환되었다. 스프린트에서 노리스는 출발이 좋지 않아 6위를 차지했고, 피아스트리는 7위를 차지했다. 그랑프리에서는 노리스와 피아스트리가 각각 4위와 5위를 차지했다. 안전 차량 주기로 두 번 중단된 레이스에서 노리스는 2위로 올라섰다. 그러나 피아스트리는 다니엘 리카도에게 치여 디퓨저에 심각한 손상을 입고 8위를 차지했다.

### 마이애미 업그레이드 패키지
마이애미 그랑프리에서 맥라렌은 MCL38에 다양한 업그레이드를 도입했다. 여기에는 새로운 프론트 윙, 새로운 프론트 서스펜션 형상 및 업데이트된 리어 서스펜션, 수정된 프론트 및 리어 브레이크 덕트와 윙렛, 새로운 플로어, 수정된 사이드팟 입구, 새로운 루브르 배열을 포함한 새로운 엔진 커버 및 차체가 포함되었다. 이러한 성능 업그레이드 외에도, 이 차는 회로별 빔 윙도 갖추고 있었다. 브라운은 업그레이드된 MCL38을 "거의 B-스펙 차량",라고 불렀고, 맥라렌은 이 업그레이드가 모든 조건에서 차의 성능을 향상시킬 것으로 기대했다. 노리스의 차는 모든 업그레이드를 완료했으며, 피아스트리의 차는 대략 절반의 업그레이드를 기록했다. 피아스트리는 스프린트에서 6위, 노리스는 9위를 기록했다. 피아스트리는 스프린트를 6위로 마쳤고, 노리스는 스트롤과의 첫 랩 사고 후에도 완주하지 못했다. 노리스와 알론소는 모두 해밀턴을 이 사건의 책임자로 지목했다. 노리스와 피아스트리는 그랑프리에서 각각 5위와 6위를 차지했다. 레이스 도중, 안전 차량이 다른 두 대의 충돌로 호출되는 것처럼 피트 스톱 사이클이 노리스를 선두로 이끌었다. 노리스는 안전 차량 아래에 위치해 레이스 끝까지 선두를 지키며 첫 그랑프리 우승을 차지했다. 피아스트리는 카를로스 사인즈 주니어와 여러 접전을 벌였고, 그 중 하나는 추가 피트 스톱이 필요한 피아스트리의 앞 윙 손상과 사인즈에게 페널티를 주는 결과를 초래했다. 피아스트리는 레이스에서 가장 빠른 랩을 기록했지만, 14위를 차지하며 다른 드라이버에게 페널티를 받은 후 한 자리를 차지했다. 주말 결과 노리스는 사인즈와 동점을 만들었고, 카운터백에서 WDC에서 4위를 차지했다.
MCL38은 에밀리아 로마냐 그랑프리를 위해 회로별 빔과 리어 윙을 장착했으며, 피아스트리의 차량은 나머지 업그레이드를 받았다. 피아스트리는 2위, 노리스는 3위를 차지했지만 케빈 마그누센을 방해한 혐의로 3위 그리드 페널티를 받았다. 피아스트리는 5위, 노리스는 2위를 차지했다. 노리스는 2위, 피아스트리는 4위를 차지했다.
이 차량은 모나코 그랑프리를 위한 특별한 리버리를 선보였다 (§ 리버리스 참조). 맥라렌은 모나코 서킷의 높은 다운포스 요구 사항에 맞게 서킷별 빔과 리어 윙을 장착했다. 피아스트리와 노리스는 각각 2위와 4위를 차지했으며, 같은 위치에서 완주했다. 노리스는 WDC에서 3위로 올라섰다.
캐나다 그랑프리에서 노리스는 3위, 피아스트리는 4위를 차지했다. 노리스는 레이스 선두로 올라섰지만 첫 번째 세이프티카가 호출되면서 피트 엔트리에 들지 못하고 3위로 다시 합류했다. 그는 2위를 차지했고, 피아스트리는 레이스 막바지에 조지 러셀과 해밀턴에게 자리를 빼앗긴 후 5위를 차지했다.

### 시즌 중간 유럽 라운드

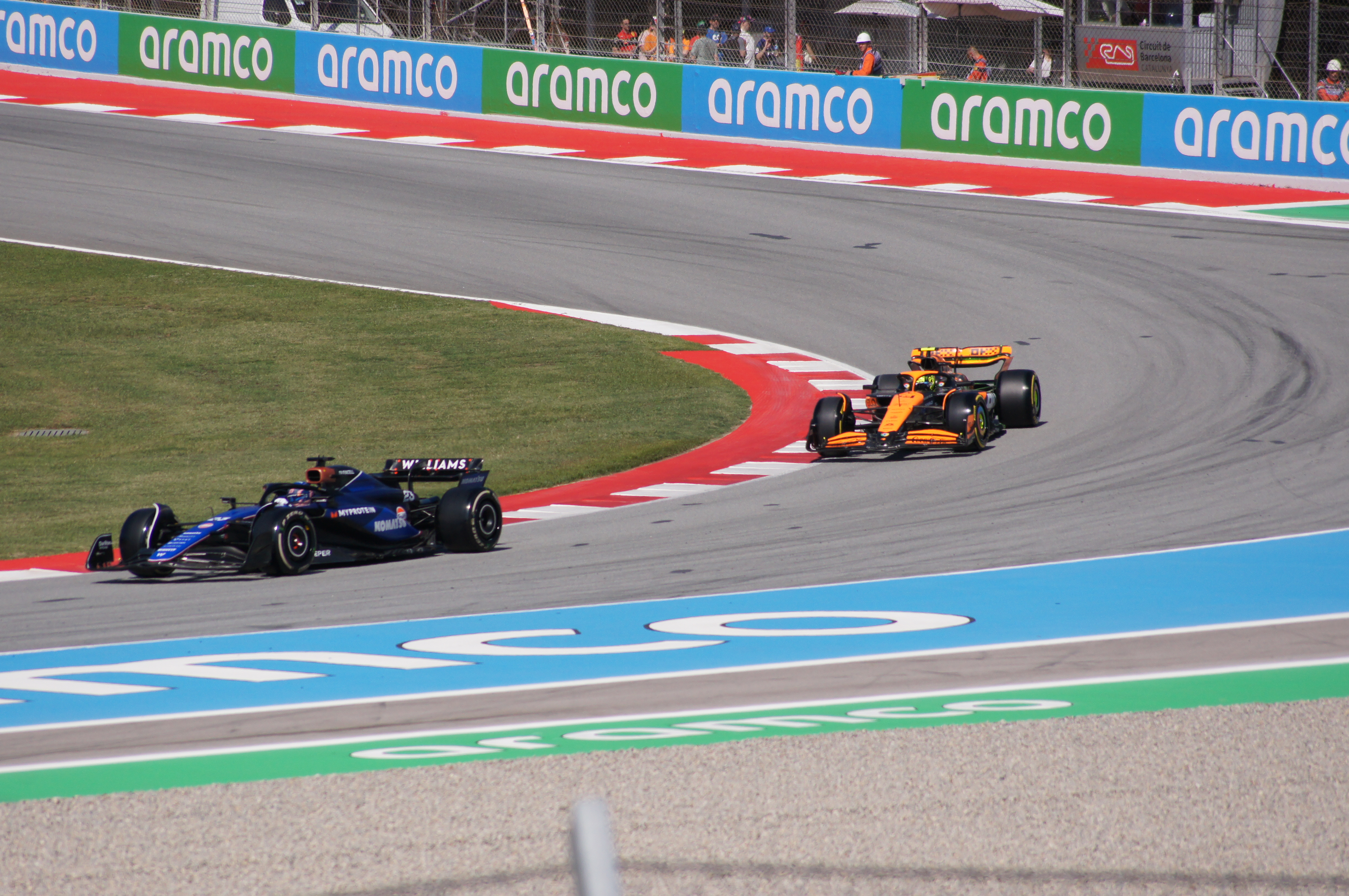
스페인 그랑프리 프리 연습 중인 노리스와 알렉스 알본

노리스는 스페인 그랑프리에서 폴 포지션으로 출전 자격을 얻었다. 피아스트리는 예선 마지막 단계에서 드라이버 실수로 인해 랩 타임을 세우지 못해 10위로 예선을 통과했고, 다른 드라이버에게 페널티를 받은 후 9위로 출발했다. 노리스는 출발점에서 선두를 잃었지만 회복하여 2위를 차지하며 가장 빠른 랩을 세웠고, 피아스트리는 7위로 올라섰다. 레이스가 끝난 후 사인츠는 MCL38을 가장 빠르고 일관된 차량으로 꼽았고, 스텔라와 레드불 팀의 크리스찬 호너는 이 차량이 레드불 레이싱 RB20과 고르게 일치한다고 믿었다. 그 결과 노리스는 WDC에서 2위로 올라섰다.
MCL38은 오스트리아 그랑프리를 위해 새로운 프론트 윙과 프론트 서스펜션을 장착했으며, 이는 다양한 코너 유형을 통해 성능 균형을 더 잘 맞추기 위한 의도였다. 노리스와 피아스트리는 스프린트에서 각각 2위와 3위를 차지했으며, 스프린트 자체에서도 포지션을 바꿨는다. 그랑프리에서 노리스는 2위, 피아스트리는 7위를 차지했으며, 후자는 트랙 제한 위반으로 인해 마지막 랩 타임을 잃었다. 노리스와 베르스타펜은 레이스 마지막 단계에서 선두를 놓고 치열한 경쟁을 펼쳤으나, 노리스는 펑크와 차량의 말단 손상을 입었고, 베르스타펜은 펑크를 당해 페널티를 받았다. 피아스트리는 이 사건의 수혜자였으며, 2위로 향상되었다. 노리스는 레이스 거리의 90% 이상을 완주하여 20위로 분류되었다.

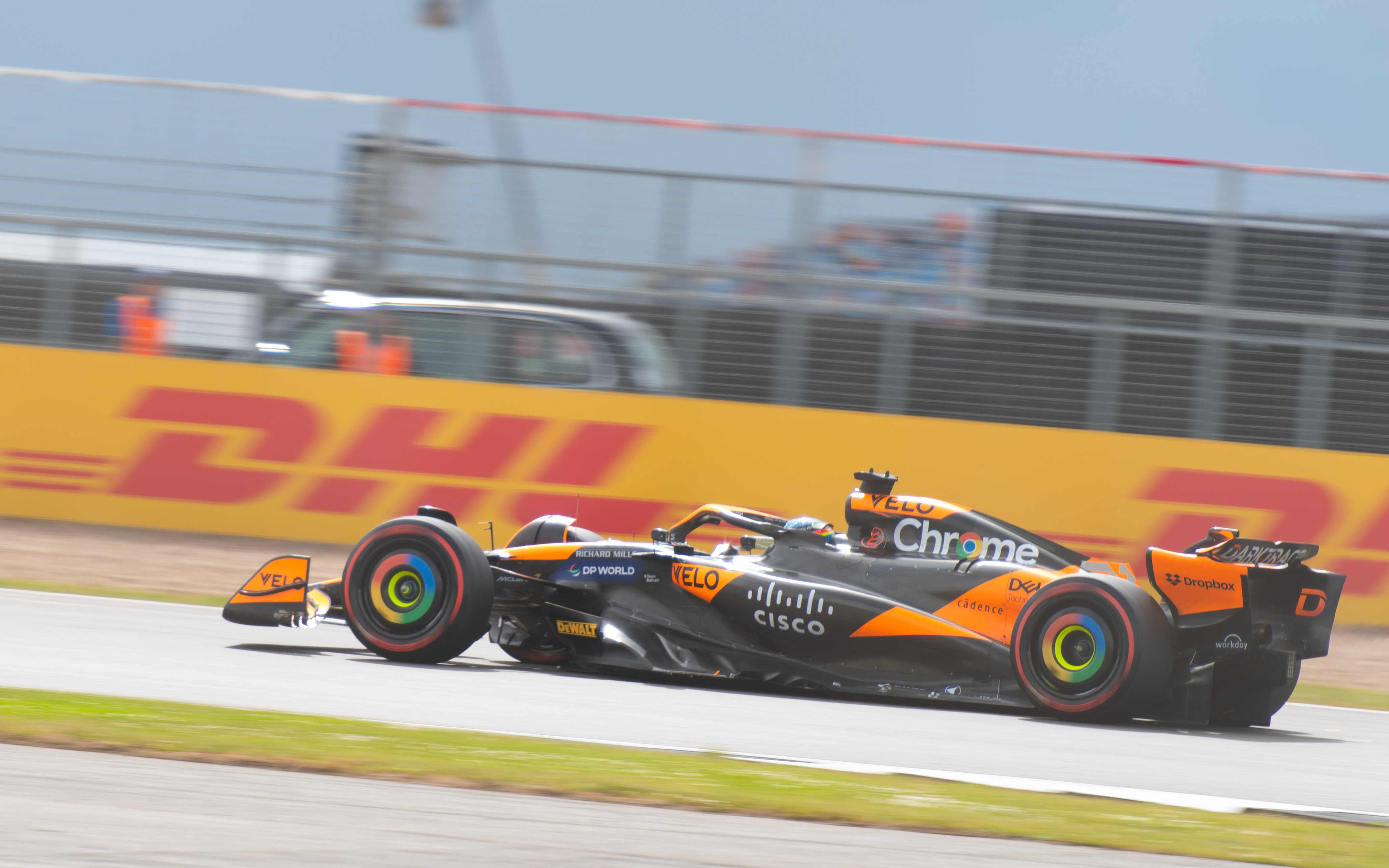
영국 그랑프리 프리 연습 중 피아스트리

맥라렌은 2024년 영국 그랑프리를 위해 차량의 최고 속도를 높이기 위해 설계된 새로운 리어 윙 어셈블리와 다른 엔진 커버 및 냉각 장치를 장착했다. 노리스는 3위, 피아스트리는 5위를 차지했다. 레이스 도중 세 가지 중요한 실수가 발생했다. 첫째, 맥라렌은 첫 번째 피트 스톱 사이클 동안 드라이버를 더블 스택하지 않았다. 둘째, 노리스는 두 번째 스톱에서 피트 마크를 오버샷하여 지연을 일으켰고, 셋째, 맥라렌은 더 나은 성능의 중형차가 아닌 소프트 타이어로 차를 장착하기로 결정했다. 노리스는 3위, 피아스트리는 4위를 차지했으며 후자는 WDC에서 5위로 올라섰다.
이 차는 단독 공급업체 피렐리의 2025년 타이어 프로토타입을 테스트하기 위한 레이스가 끝난 후 실버스톤 서킷에 머물렀다. 맥라렌의 예비 드라이버 중 한 명인 믹 슈마허는 첫날 53바퀴를 완주했고, 노리스는 둘째 날 95바퀴를 완주했다. 테스트 이틀 모두 습한 조건에서 진행되었다.
노리스는 헝가리 그랑프리에서 폴 포지션과 피아스트리 2위를 차지했으며, 이는 2012년 이후 맥라렌의 첫 번째 프론트 로우 락아웃이었다. 피아스트리는 노리스보다 더 좋은 출발을 보이며 1위로 올라섰지만, 피트 스톱 2라운드에서 자리를 잃었다. 노리스는 피아스트리에게 자리를 돌려달라는 지시를 받았지만, 대신 피아스트리에게 6초의 상당한 간격을 벌렸고, 결국 자리를 늦추고 복귀하여 피아스트리가 첫 그랑프리 우승을 차지할 수 있었다. 피아스트리와 노리스는 2021년 이후 맥라렌이 1-2로 마무리한 첫 번째 결승선이었으며, 팀은 WCC에서 페라리를 제치고 2위를 차지했다.
벨기에 그랑프리에서 노리스는 5위, 피아스트리는 6위로 예선을 통과했다. 두 선수 모두 베르스타펜의 그리드 페널티 이후 한 단계 더 높은 순위로 출발했다. 노리스는 오프닝 랩에서 크게 달리며 남은 레이스 동안 그의 성적을 저해했고, 6위를 차지했다. 피아스트리는 3위로 올라섰다. 두 드라이버 모두 레이스에서 우승한 러셀이 실격 처리되면서 승격되었다. 피아스트리는 WDC에서 4위로 올라섰다.

### 여름 휴가 후 네덜란드 업그레이드 패키지

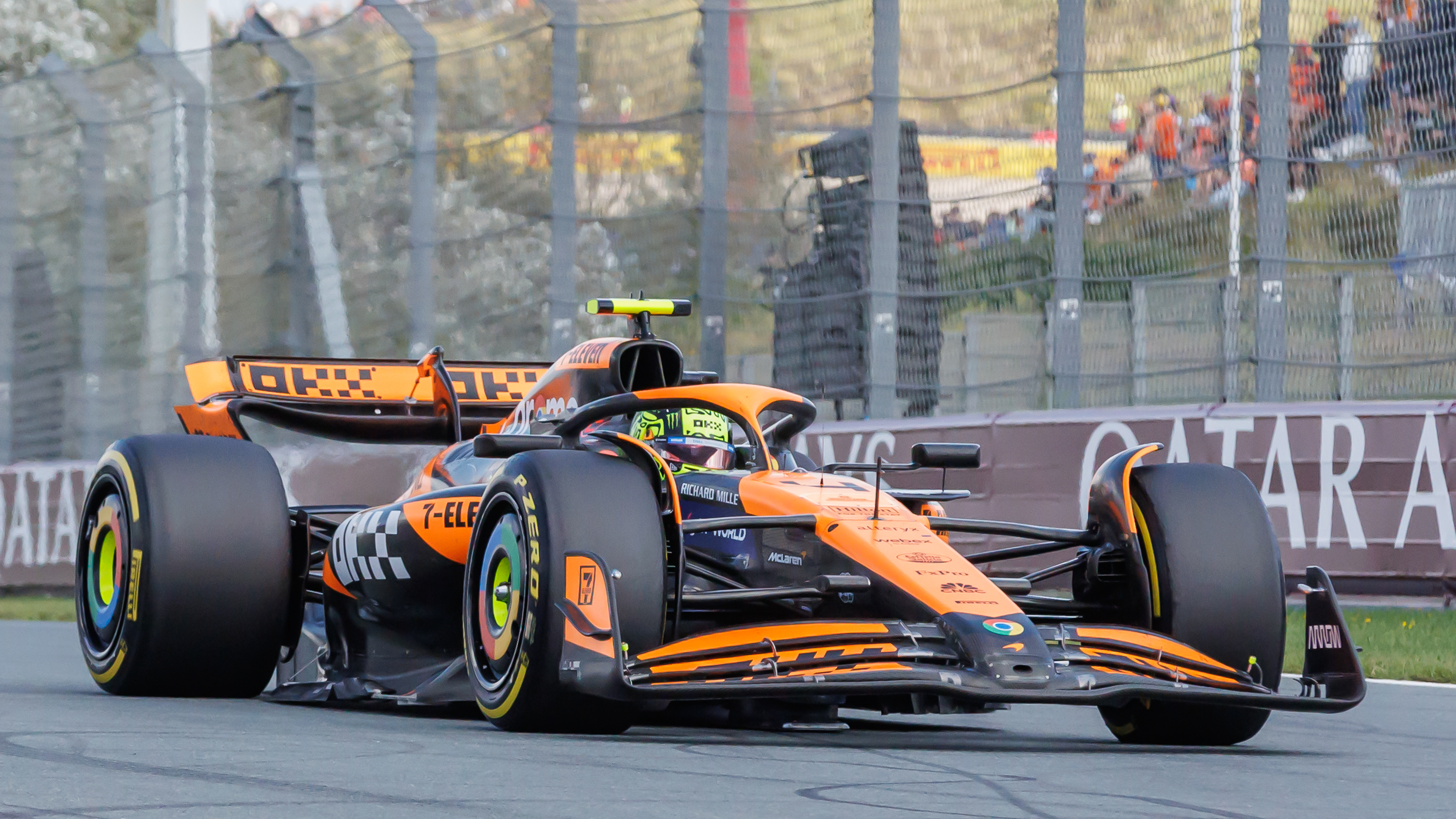
네덜란드 그랑프리에서 폴 포지션으로 우승한 노리스

여름 방학을 마치고 돌아온 맥라렌은 네덜란드 그랑프리를 위한 새로운 업그레이드 패키지를 소개했다. 이 패키지에는 새로운 브레이크 스쿱, 앞뒤 서스펜션, 플로어 및 엣지 윙, 빔 및 리어 윙이 포함되어 있었다. 노리스는 폴 포지션에서 예선을 통과했고, 피아스트리는 3위를 차지했다. 노리스는 첫 번째 랩에서 베르스타펜에게 리드를 빼앗겼지만, 이를 회복하고 레이스에서 승리하며 가장 빠른 랩을 세웠다. 한편 피아스트리는 4위를 차지했다
MCL38은 이탈리아 그랑프리를 위해 회로별 앞뒤 날개로 운영되었으며, 네덜란드 그랑프리에서 변경된 사항을 보완하기 위해 새로운 사이드팟 디자인이 도입되었다. 노리스는 폴 포지션을, 피아스트리는 2위를 차지했다. 예선을 마친 후, 노리스는 MCL60에 비해 MCL38의 성능이 크게 향상되었으며, 직선 구간에서 시속 약 20km(12마일) 더 빨라졌다고 강조했다. 노리스는 첫 랩에서 피아스트리에게 추월당했고, 결국 맥라렌의 투스탑이 아닌 싱글스탑 전략을 선택한 페라리의 샤를 르클레르에게 패배했다. 피아스트리와 노리스는 각각 2위와 3위를 차지했으며, 후자는 가장 빠른 랩을 기록했다.
피아스트리는 아제르바이잔 그랑프리에서 2위를 차지했고, 노리스는 예선 첫 번째 단계에서 마지막 바퀴를 돌다가 옐로 플래그의 영향을 받아 결국 바퀴를 중단해야 했다. 노리스는 17위를 차지하며 MCL38의 톱10 진출이라는 완벽한 기록을 세웠다. 노리스는 다른 드라이버들의 페널티로 인해 출발 그리드에서 15위로 승격되었다. 피아스트리는 경주에서 우승했고, 노리스는 4위로 회복하며 경주에서 가장 빠른 바퀴를 세웠다. 이 결과로 맥라렌은 WCC에서 1위로 올라섰으며, 이는 2014년 호주 그랑프리 이후 맥라렌이 처음으로 챔피언십을 이끈 기록이다.
아제르바이잔 그랑프리 기간 동안 여러 관찰자들은 MCL38의 뒷날개가 상부 패널의 하단 모서리를 들어 올려 공기 흐름을 허용하도록 유연하게 설계되었다고 언급했다. 이는 드래그 감소 시스템(DRS)의 동작을 모방한 것으로, 차량이 DRS 구역에 있지 않거나 DRS를 열 자격이 있는 경우에도 마찬가지였다. 회고적 조사 결과, "미니 DRS"라는 별명을 가진 이 날개는 이탈리아 그랑프리와 아제르바이잔 그랑프리에 사용되기 전 벨기에 그랑프리에서 도입된 디자인 중 하나였다. 국제자동차연맹(Fédération Internationale de l'Automobile)은 이 디자인이 기존 규정에 따라 합법적이라고 확인했지만 맥라렌에게 굽힘을 방지하기 위해 날개를 수정해 달라고 요청했고, 팀은 이에 동의했다. 스텔라는 경쟁사들이 자신이 "붉은 청어"라고 부르는 것을 검토하는 데 자원을 투자한 것에 만족한다고 말했다. 엔지니어링 디렉터 닐 홀디는 나중에 이 논란을 "자랑스러운 점"이자 맥라렌의 기술 혁신의 증거라고 불렀다.
맥라렌은 싱가포르 그랑프리에서 트랙별 빔 윙을 장착하고 특별한 리버리를 사용했다. 마리나 베이 스트리트 서킷이 일반적으로 고다운포스 트랙으로 간주되었음에도 불구하고 사용된 후방 및 빔 윙은 낮은 다운포스 사양이었다. 노리스는 폴 포지션에서 예선을 통과했고 피아스트리는 5위를 차지했다. 노리스는 전체 레이스에서 선두를 달리며 우승했고 피아스트리는 3위로 올라섰다.

### 마감 라운드 및 챔피언십 푸시
이 자동차는 미국 그랑프리를 위해 특별한 크롬 리버리를 타고 경주되었다. 맥라렌은 또한 새로운 프론트 윙, 프론트 및 리어 서스펜션, 프론트 및 리어 브레이크 덕트, 빔 윙을 데뷔시켰다. 스프린트 경주에서 노리스는 4위를 차지하고 3위를 차지했다. 트랙 제한 위반으로 예선 랩을 잃은 피아스트리는 16위를 차지하며 스프린트에서 10위로 올라섰다. 노리스는 폴 포지션에서 예선을, 피아스트리는 그랑프리에서 5위를 기록했다. 피아스트리는 오프닝 랩에서 여러 포지션을 잃었고, 3위로 회복했다. 두 팀 모두 크게 달린 후 베르스타펜에서 마지막 추월을 한 것은 그가 불공정한 이점을 얻었음을 의미한다고 판단하여 노리스에게 5초 페널티를 부여하여 4위로 떨어졌다.
애로우 맥라렌 인디카 팀의 드라이버인 파토 오워드는 멕시코시티 그랑프리의 첫 번째 자유 연습 세션에서 노리스 대신 운전했다. MCL38은 오토드로모 에르마노스 로드리게스의 높은 고도를 고려하여 회로별 냉각 요소를 장착했으며, 오워드와 노리스는 자유 연습에서 완전히 수정된 플로어를 테스트했다. 노리스는 3위를 차지했고 피아스트리는 17위를 기록했다. 경주에서 노리스는 2위를 차지했고 피아스트리는 8위로 회복했다. 기술 분석가 조르지오 피올라와 저널리스트 마크 휴즈는 MC38의 뛰어난 브레이크 덕트 디자인이 노리스가 르클레르의 페라리 SF-24를 추월하는 데 중요한 요소였다고 말했다.
맥라렌은 상파울루 그랑프리에 사용할 새로운 회로 특화 중형 다운포스 후방 윙을 개발했으며, 두 가지 보완 빔 윙 옵션을 도입했다. 맥라렌은 스프린트 세션에서 새로운 윙을 달렸지만, 다시 고성능 윙을 사용하여 레이스를 진행했다. 스프린트 예선에서 피아스트리는 폴 포지션에서, 노리스는 2위를 차지했다. 드라이버들은 스프린트 중 포지션을 바꾸라는 팀의 명령을 따랐고, 노리스가 우승하고 피아스트리가 2위를 차지했다. 예선은 비가 오는 날씨와 비가 오는 날씨에서 열렸으며, 수많은 노란색 및 빨간색 깃발에 의해 중단되었다. 노리스는 폴 포지션에서 예선을 통과했고, 피아스트리는 8위를 기록했다. 레이스는 비가 오는 날씨와 비가 오는 날씨에 혼란스러웠다. 노리스는 레이스 시작 절차를 위반한 혐의로 징계를 받았으며, 다른 드라이버가 차에 도착한 후 중단되었다. 폴 포지션에서 출발한 노리스는 처음에는 러셀에게 패했고, 안전 차량이 재시작될 때마다 추가 포지션을 잃었으며, 결국 6위를 차지했다. 그의 WDC 라이벌인 베르스타펜은 17위부터 레이스에서 승리하여 노리스의 WDC 우승 가능성을 사실상 끝냈다. 피아스트리는 7위를 차지했지만, 리암 로슨과의 접촉으로 페널티를 받아 8위로 강등되었다
이 차는 라스베이거스 그랑프리를 위해 로우다운 포스 리어 윙과 보완적인 프론트 윙 플랩으로 운영되었다. 노리스는 6위, 피아스트리는 8위를 차지했다. 노리스는 수학적으로 베르스타펜을 WDC에서 이길 가능성을 잃고 6위를 차지했다. 피아스트리는 출발 위치를 오버슈팅하여 5초의 페널티를 받아 결국 7위를 차지했다. 노리스는 2023년 MCL60에서 피아스트리가 보유하고 있던 라스베이거스 스트립 서킷에서 가장 빠른 랩과 트랙 기록도 세웠다.
카타르 그랑프리 스프린트 종목에서 노리스는 폴 포지션을, 피아스트리는 3위를 차지했다. 노리스는 상파울루 그랑프리에서 피아스트리가 제공한 혜택을 반납하고, 피아스트리가 결승선을 통과하기 직전에 스프린트 경주에서 우승할 수 있도록 허락했다. 이 경주에서 노리스는 3위, 피아스트리는 4위를 차지했다. 노리스는 레이스 전반부 동안 경주 우승자 베르스타펜을 뒤쫓고 있었으나, 트랙에서 이탈하는 윙 미러로 인해 이중 물결 노란색 깃발 아래에서 속도를 늦추지 못해 10초간의 스톱/고 페널티를 받았다. 그는 페널티킥을 성공시키며 10위로 회복했고, 피아스트리는 3위를 차지했다.
맥라렌 개발 드라이버 히라카와 료가 피아스트리를 대신해 아부다비 그랑프리의 첫 번째 자유 연습 세션에 출전했다. 노리스는 폴 포지션에 출전하여 우승을 차지했다. 피아스트리는 첫 랩에서 베르스타펜과 충돌한 후 10위를 차지했다. 노리스는 WDC에서 시즌을 2위로 마쳤고, 피아스트리는 4위를 차지했다. 가장 중요한 것은 이 결과로 맥라렌이 1998년 이후 처음으로 페라리를 근소한 차이로 이겼다는 점이다.
MCL38은 연례 시즌 종료 테스트 세션을 위한 레이스가 끝난 후 야스 마리나 서킷에 머물렀다. 노리스와 피아스트리는 각각 반나절 동안 피렐리가 제안한 2025 타이어를 테스트하며 각각 84랩과 72랩을 기록했다. 오워드는 일반 사양으로 이 차를 테스트하여 116랩을 완주했다.

## 평가 및 특성

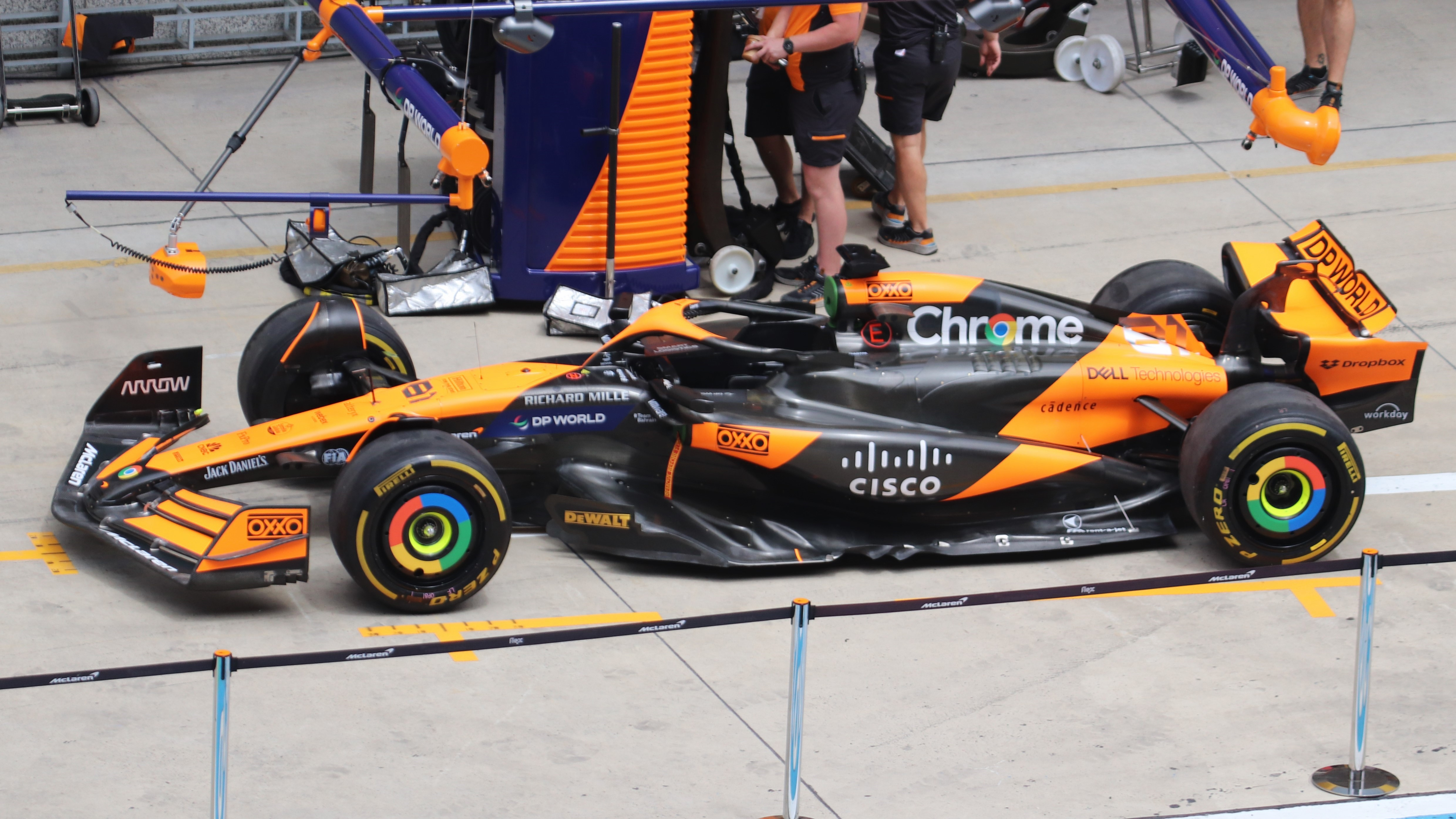
중국 그랑프리에서 피트 레인에 전시된 피아스트리의 MCL38.

자동차의 초기 경주에서는 중고속 및 고속 코너에서 강력한 성능을 보였으며, 초기 시즌 MCL60에 비해 상당한 성능 향상을 입증했다. 또한 최고 속도 부족, 비효율적인 항력 감소 시스템, 긴 코너에서 성능 저하를 보였다. 가장 가까운 경쟁사인 페라리의 SF-24와 비교했을 때 MCL38은 주로 SF-24의 뛰어난 타이어 관리 덕분에 경주 속도가 부족했지만, 예선 랩을 넘어 뛰어난 성능을 보였다. MCL38은 시즌 초반에 전체적으로 세 번째로 빠른 차량임이 입증되었다.
마이애미 업그레이드 패키지의 구현으로 느린 속도 코너에서의 성능이 향상되었다. 팀이 예상보다 훨씬 더 성공적인 이유를 조사해야 할 정도였다. 맥라렌은 모든 조건에서 다운포스를 늘리기 위해 업그레이드를 계획했으며, 업그레이드가 공장에서 모델링한 증가를 달성했다. 그러나 최근 맥라렌 자동차의 약점이었던 영역에서 이러한 눈에 띄는 증가로 이어질 것이라고는 예상하지 못했다. 스텔라는 이러한 개선이 기술적인 변화에 기인한다고 말했지만, 적어도 일부는 운전자들이 자동차에 대한 더 큰 자신감을 가지고 있었기 때문일 수 있다고 추측했다. 그는 공장 시뮬레이션에서는 모델링할 수 없는 "무형의 이점"이라고 불렀다. 영국 그랑프리에서 이 자동차는 전체적으로 최고의 성능을 발휘하는 자동차로 자리 잡았다. 개발 속도를 살펴보면, 노리스는 "놀랍다. 우리는 경쟁사들보다 1마일 앞서 개발했다"라고 말했고, 피아스트리는 MCL38이 "훨씬 더 균형 잡힌" 모델이며, 팀이 "어디서든 자동차를 궤도에 올려놓을 수 있으며, 우리가 가장 빠르지는 않지만 가장 빠른 모델 중 하나가 될 것이라고 확신할 수 있을 것"이라고 말했다. 맥라렌은 일 년 내내 공기역학 테스트 시간을 더 많이 할당받아 혜택을 받았다. 2023년 WCC에서 4위를 차지한 맥라렌은 상위 4개 팀 중 가장 많은 테스트 시간을 받았다. 예를 들어, 맥라렌은 8개의 뒷날개와 14개의 빔 날개를 개발하여 경쟁사보다 훨씬 더 많은 성능을 보였다. 이 자동차는 일반적으로 넓은 운영 기간을 가지고 있었지만, 특정 회로에 맞춰 자동차를 조정할 수 있는 맥라렌의 능력은 상당한 장점이었다. 예를 들어, 하스는 MC38의 독특한 사이드팟 입구 디자인을 VF-24에 채택했다. 이 유연한 앞날개는 포뮬러 원 자동차 시대에 앞뒤 공통의 중요한 균형 문제를 해결하여 불로 '더 이상 쓸모없는 솔루션'으로 만들었다. 레드불은 예산 한도 내에서 이 솔루션을 채택할 여유가 없었고, 대체 솔루션으로 다운포스를 강화하려는 노력으로 인해 차량의 불안정성이 증가하여 결국 WCC 경쟁에서 제외되었다.
맥라렌이 도입하지 않거나 연기하지 않기로 선택한 발전도 중요했다. 팀은 마이애미 패키지의 일환으로 새로운 플로어를 개발했지만, 새로운 플로어가 MCL38의 다운포스를 개선할 것이라는 모델링에도 불구하고 두 번째 수정 사항을 도입하지 않았다. 맥라렌의 경쟁사인 페라리와 애스턴 마틴은 시즌 초반에 다운포스를 늘리기 위해 플로어 업그레이드를 도입했지만, 그 결과 주행성과 궁극적인 랩 타임을 희생했다. 오토 모터 언 스포츠에 기고한 마이클 슈미트는 2023 오스트리아 그랑프리에서 MC60에 도입된 패키지 이후 맥라렌의 모든 업그레이드가 즉각적이고 예상대로 작동했다고 언급했다. 대부분의 다른 팀들은 사고 피해 비용 증가로 인해 업그레이드 속도를 줄이고 새 부품 대신 수리된 부품을 사용해야 했다(메르세데스는 W15의 업그레이드를 완전히 중단했다. 노리스와 피아스트리는 큰 사고 없이 깨끗한 시즌을 보냈다.
평론가들은 대체로 MCL38이 최고의 성과를 거두지 못했다는 데 동의하며, 맥라렌의 다양한 전략적 실수와 두 드라이버의 실수가 MCL38의 성과를 저해했다고 주장했다. 영국 그랑프리(시즌 12번째 레이스) 이후, Motorsport.com 의 알렉스 칼리나우카스, 더 레이스의 편집자, 텔레그래프의 루크 슬레이터, 스카이 스포츠 F1의 나이젤 치우는 모두 맥라렌이 MCL38과 함께 추가로 다섯 번의 레이스에서 우승할 수 있었으며, 이러한 실수가 없었다면 노리스와 맥라렌이 세계 선수권 대회의 진지한 경쟁자가 될 수 있었을 것이라고 썼다. 스텔라는 나중에 "이 더 경쟁력 있는 위치에 익숙하지 않다"고 말하며 팀을 옹호했고, 노리스는 WDC를 확보했는지 여부와 관계없이 이번 시즌을 성공적으로 볼 것이라고 말했다. 베르스타펜이 WDC를 사실상 확보한 상파울루 그랑프리 이후, 스텔라는 맥라렌의 유일한 관심사는 항상 WCC였으며, 노리스는 항상 베르스타펜을 추월하는 것이 "긴 시간"일 것이라고 믿었다고 말했다. 마이애미 그랑프리 이후 노리스의 일관된 좋은 결과는 베르스타펜을 추월할 뻔하게 만들었지만, 시즌 초반 노리스의 지배력은 극복할 수 없는 것으로 판명되었다. 스텔라는 팀의 성공이 MCL38이 가장 빠른 차였기 때문이 아니라 "몇 가지 이벤트에서 최고의 차였기 때문"이라고 말했다. 맥라렌의 시즌을 회고적으로 분석한 결과, 전 포뮬러 원 전략가 베르스타펜과 레드불도 잠재력을 극대화하지는 못했지만, 베르스타펜의 손실은 기계적 신뢰성 문제로 인한 것이라고 지적하며 노리스가 전략적으로 완벽한 시즌으로 WDC에서 우승할 수 있었다고 결론지었다. 맥라렌은 기계적 신뢰성 문제를 기록하지 않았다.
MCL38이 WCC에서 우승한 것은 브라운 GP가 2009년 BGP 001 타이틀을 획득한 이후 고객 팀으로서는 처음 있는 일로, 특히 2014년 복잡한 터보 하이브리드 동력 장치가 도입된 이후 팀이 우승을 차지하기 위해 자체 엔진이나 특수 제작 엔진이 필요하다는 기존의 가정에 도전하는 것이었다. 이전에는 론 데니스와 에릭 불리어를 포함한 여러 맥라렌 고위 직원들이 비슷한 발언을 했다. 스텔라는 "작업팀이 되어야 한다는 확신은 기술적 사실이라기보다는 변명에 가깝다"고 말했다. 다른 사람들은 데니스와 부일러가 2018년부터 FIA가 작업팀이 사용하는 엔진과 고객에게 공급하는 엔진 간의 동등성을 의무화하기 전에 자신의 의견을 밝혔다고 주장했다.
그 차는 2025 오토스포츠 어워드에서 올해의 국제 대회 차를 수상했다.

## 완전한 포뮬러 원 결과
| 년도    | 참가팀          | 엔진                                       | 타이어 | 드라이버          | 그랑프리 | 그랑프리 | 그랑프리 | 그랑프리 | 그랑프리 | 그랑프리 | 그랑프리 | 그랑프리 | 그랑프리 | 그랑프리 | 그랑프리 | 그랑프리 | 그랑프리 | 그랑프리 | 그랑프리 | 그랑프리 | 그랑프리 | 그랑프리 | 그랑프리 | 그랑프리 | 그랑프리 | 그랑프리 | 그랑프리 | 그랑프리 | 점수 | WCC |
| 년도    | 참가팀          | 엔진                                       | 타이어 | 드라이버          | BHR      | SAU      | AUS      | JPN      | CHN      | MIA      | EMI      | MON      | CAN      | ESP      | AUT      | GBR      | HUN      | BEL      | NED      | ITA      | AZE      | SIN      | USA      | MXC      | SAP      | LVG      | QAT      | ABU      | 점수 | WCC |
| ------- | --------------- | ------------------------------------------ | ------ | ----------------- | -------- | -------- | -------- | -------- | -------- | -------- | -------- | -------- | -------- | -------- | -------- | -------- | -------- | -------- | -------- | -------- | -------- | -------- | -------- | -------- | -------- | -------- | -------- | -------- | ---- | --- |
| 2024    | McLaren F1 Team | Mercedes-AMG F1 M15 E Performance 1.6 V6 t | P      | 랜도 노리스       | 6        | 8        | 3        | 5        | 26       | 1        | 2        | 4        | 2        | 2PF      | 203      | 3        | 2P       | 5        | 1PF      | 3PF      | 4F       | 1P       | 43 P     | 2        | 61 P     | 6F       | 102 F    | 1P       | 666  | 1위 |
| 2024    | McLaren F1 Team | Mercedes-AMG F1 M15 E Performance 1.6 V6 t | P      | 오스카 피아스트리 | 8        | 4        | 4        | 8        | 87       | 136 F    | 4        | 2        | 5        | 7        | 2        | 4        | 1        | 2        | 4        | 2        | 1        | 3        | 5        | 8        | 82       | 7        | 31       | 10       | 666  | 1위 |
| Source: |                 |                                            |        |                   |          |          |          |          |          |          |          |          |          |          |          |          |          |          |          |          |          |          |          |          |          |          |          |          |      |     |

- † – 노리스는 그랑프리를 완주하지 못했지만, 경주 거리의 90% 이상을 완주하여 분류되었다.